# Finngösa
Finngösa är en dal i orten Sävedalen i Partille kommun utanför Göteborg. I dalen rinner en delvis kulverterad bäck vid namn Finngösabäcken. En man från Finland bodde för länge sedan vid bäcken. Ordet gösa är ett äldre ord för ’bäck’, därav namnet Finngösa.

## Finngösa Parkväg

### Bakgrund
Dalen i Finngösa, även kallad Finngösaravinen, har sedan 1960-talet varit ett hett debattämne i Partille kommun. Området kännetecknas av en biologisk mångfald med fridlysta groddjur, sällsynta fågelarter, växter, svampar och lavar. Å andra sidan är  krav på bättre framkomlighet, inte minst för kollektivtrafiken viktigt att lösa eftersom det kontinuerligt tillkommer nya bostäder i södra Sävedalen. Idag kör bilar och kollektivtrafik på smala vägar nära bostäder där ofta cykelbanor saknas. Området södra Sävedalen och Sävedalen är tättbebyggt och det finns därför enbart plats för en avlastningsväg i Finngösaravinen, all annan mark är redan bebyggd.  Krafter inom Partille kommun avser att anlägga Finngösa Parkväg i ovankanten av den västra sidan av Finngösaravinen. Om detta blir verklighet kommer den att bli en genomfartsled som trots ingreppet förskonar ravinen till största del. Till mångas förtret och till andras glädje har frågan om vägutbyggnad i ravinen utnyttjats politiskt i kommunen. 2004 fick Partilleborna möjlighet att folkomrösta i frågan, majoriteten röstade nej.

### Politisk bakgrund
De södra delarna av Sävedalen i Partille kommun har mycket kraftigt sedan 1960-talet exploaterats med villor och lägenhetshus samt att genomfartstrafiken ännu under 2000-talet leds på de gamla villagatorna genom norra Sävedalen. Sedan 1970-talet har kommunen planerat för genomfartsväg mellan södra och norra Sävedalen genom Finngösaravinen, kallad Finngösa Parkväg. Starka motsättningar har i flera decennier ägt rum mellan de berörda boende, naturskyddsintressen och egenintresset för de få boende i närheten av den tilltänkta Parkvägen har politiskt också används som motargument till en väg. År 2004 genomfördes en folkomröstning i kommunen där nejsägarna till en Finngösa Parkväg vann med majoritet.

### Läget år 2010-2012
Södra Sävedalen expanderar kontinuerligt och kommunen har 2010 avsatt 25 miljoner kronor för byggnation av en Finngösa parkväg, för en rejäl trafikavlastning av gatorna i bostadsområdena. Dock har kommunstyrelsen i november 2010 beslutat om att inte använda pengarna under åren 2011-2012. En återkommande analys 2012 som sker vart femte år vissar att trafiktekniskt den bästa lösningen för en väg mellan Ugglum och Göteborgsvägen går genom Finngösaravinen.

### 2014
Inför med valet 2014 har den borgerliga majoriteten i Partille kommun uttalat sig positivt för en byggnation av en Finngösa Parkväg, i den övre delen av slänten, väster om dalen. Dock finns det enskilda krafter inom majoriteten som är tveksamma eller av motsatt åsikt.
2020
Partille kommuns fullmäktige har år 2020 godkänt Ecopark-programmet med Dnr KS 2016:163.  Partille Eco Park är det nya namnet på utvecklingsplanen för Sävedalen och Partille, vilken förutom inkluderar en vägkoppling mellan Ugglumsleden och Göteborgsvägen. Det har i kommunfullmäktige också blivit ett nej till ett naturreservat i ravinen. Vägen är tänkt att gå i den västra kanten av Finngösaravinen och även på betongpålar längs någon del, för att  minimera någon negativ inverkan på naturen. 
Vidare utreds att även koppla ihop Ugglumsleden med Landvettervägen via Björnekullarna, där det finns utkast på en detaljplan om cirka 500 st. nya bostäder.
IES (Internationella Engelska Skolan) under år 2020 fått förhandsbesked från Partille kommun för byggandet av en grundskola strax intill Finngösaravinen, vid Stora Ringvägen. Vilket ställer stora krav på förbättrad framkomlighet i området.

### Aktiva föreningar
- Föreningen Brattåskärrsvägen är en politiskt oberoende intresseförening med drygt 200 hushåll som medlemmar. De flesta medlemmar bor i närområdet intill genomfartstrafiken genom villaområdet i norra delen av Sävedalen. De övriga bor i andra delar av Sävedalen och har krav på förbättrad framkomlighet. Medlemmarnas intressen utgör en minoritet i kommunen som liksom oberoende utomstående expertis anser att den enda lösningen på trafikproblemen är en byggnation av Finngösa Parkväg.

- Föreningen rädda Björndammsdalen och Finngösaravinen är en intresseförening med cirka 2.000 st. medlemmar, antal hushåll som är medlemmar är okänt. En mindre del av medlemmarna bor i närheten av vägens tänkta sträckning. Syftet med föreningens verksamhet är att förhindra en byggnation av Finngösa Parkväg och vägbygge i Björndammsdalen. Föreningen hävdar olika naturvärden och ett bevarande av hela det stadsnära parkområdet.

## Källhänvisningar
1. ↑  TERES HALLMAN (25 oktober 2012). ”Finngösavägen åter aktuell”. Partille Tidning. Arkiverad från originalet den 18 april 2013. https://archive.is/20130418113607/http://www.partilletidning.se/sokresultat_visa.asp?id=1962&sokstrang=Finng%C3%B6saravinen&sidnamn=SOKRESULTAT&offset=. Läst 24 december 2012.